# Roucourt (Nord)
Roucourt település Franciaországban, Nord megyében. Lakosainak száma 456 fő (2022. január 1.). Roucourt Guesnain, Cantin, Dechy, Erchin és Lewarde községekkel határos.

## Népesség
A település népessége az elmúlt években az alábbi módon változott:
| Lakosok száma | 444  | 447  | 457  | 454  | 457  | 456  | 455  | 457  | 456  |
|               | 2013 | 2015 | 2016 | 2017 | 2018 | 2019 | 2020 | 2021 | 2022 |